# Ограничения и изключения от авторското право
Ограниченията и изключенията от авторското право представляват разпоредби, в местното законодателство за авторското право или Бернската конвенция, които позволяват произведенията, защитени с авторски права, да се използват без лиценз от собственика на съответните права.
Ограниченията и изключенията от авторските права са свързани с редица важни съображения като пазарен срив, свобода на словото , образование и равнопоставеност по отношение на достъпа. (като например за хора със зрителни увреждания). Някои разглеждат ограниченията и изключенията като „потребителски права“, които създават баланс спрямо правата на притежателите на авторските права. Между експертите по авторски права няма консенсус относно това дали потребителските права са права или просто ограничения върху авторските права. Концепцията за потребителските права е призната от съдилищата, включително Върховния съд на Канада , които определят „свободното право на употреба“ като потребителско право. Този вид философски разногласия не са рядкост, когато става въпрос за подобряване на политиката, свързана с ограниченията и изключенията.

## Развиващи се технологии
Обхватът на ограниченията и изключенията по отношение на авторското право станаха предмет на обществен и политически дебат в рамките на различни държави в края на 90-те години на XX в. и началото на XXI в., най-вече поради навлизането и въздействието на цифровите технологии, промените в националните законодателства, свързани с авторското право по отношение съобразяването с TRIPS и въвеждането на мерки против заобикалянето на правила в отговор на Договора на СОИС  за авторското право.
Европейската народна партия стигна до заключението, че международните инструменти за защита на авторското право вече не са способни да гарантират на създателите и инвеститорите справедлива възвръщаемост от тяхната дейност, като същевременно гарантират достъпа на обществеността до информация и зачитането на неприкосновеността на личния живот.
Защитниците на изключенията от авторски права се опасяват, че технологиите, договорното право, подкопавайки закона за авторското право, което не се изменя, намалява обхвата на важни изключения и следователно вреди на творчеството.
През май 2010 г. се създава декларация, озаглавена Авторско право за творчество , която гласи: „Въпреки че изключителните права са адаптирани и хармонизирани да отговорят на предизвикателствата на икономиката, изключенията от авторското право са радикално несъответстващи на нуждите на съвременното информационно общество. Липсата на хармонизация на изключенията възпрепятства циркулацията на стоки и услуги, базирани на знания, в цяла Европа. Липсата на гъвкавост в рамките на настоящия европейски режим за изключения също ни пречи да се адаптираме към постоянно променящата се технологична среда. " Тази ad hoc коалиция се регистрира в официалния регистър на ЕС за прозрачност в раздела Вътрешни лобисти . Координатор на този проект ръководи фирма за връзки с обществеността и държавни отношения, ситуирана в Брюксел, специализирана в онлайн средата, която основно споменава индустрията Google и търговските асоциации като свои клиенти .
Опитите за разширяване на ограниченията и изключенията на авторските права понякога се разглеждат като заплаха от издателите  .

## Конкурентно и антитръст право
Авторските права обикновено се смятат за ограничен, законово санкциониран монопол . Поради това лицензирането понякога може да повлияе твърде много на свободните и конкурентни пазари . Тези опасения се уреждат от правни доктрини като правото на конкуренция в Европейския съюз, антитръстовото законодателство в САЩ и антимонополното право в Русия и Япония . Проблеми с конкуренцията могат да възникнат, когато лицензиращата страна неравномерно използва пазарната мощ, участва в ценова дискриминация чрез своите лицензионни условия или използва по друг начин лицензионното споразумение по дискриминационен или несправедлив начин. Опитите за удължаване на срока за авторско право, предоставен от закона – например чрез събиране на хонорари за използване на произведението след изтичане на забраната за разпространение и преминаването му в обществено достояние – пораждат подобни опасения за конкуренцията.
През април 1995 г. САЩ публикува „Антитръстови насоки за лицензиране на интелектуална собственост“, които се прилагат за патенти, авторски права и търговски тайни. През януари 1996 г. Европейският съюз публикува Регламент № 240/96 на Комисията, който се прилага за патенти, авторски права и други права на интелектуална собственост, особено по отношение на лицензите. Насоките се прилагат mutatis mutandis, доколкото е възможно . Взаимодействието на закона за авторското право и правото на конкуренция е все по-важно в цифровия свят, тъй като законите на повечето държави позволяват на частните договори да надхвърлят закона за авторското право. Като се има предвид, че законът за авторското право създава законно санкциониран монопол, балансиран от „ограничения и изключения“, които позволяват достъп без разрешението на притежателя на авторските права, натежаването на частните договори над закона за авторското право може да създаде монополна дейност. Добре известните ограничения и изключения включват свободното право на употреба (fair dealing) във Великобритания и Канада, както и доктрината за честна употреба(fair use) в САЩ. Подкопаването на закона за авторското право и по-специално ограниченията и изключенията от авторското право е проблем, който често се повдига от библиотеките и библиотечните групи като Международната федерация на библиотечните асоциации и институции. В резултат на това този въпрос все повече се разглежда и обсъжда на национално правителствено ниво, напр. Великобритания  , както и на международно ниво като СОИС – като част от Програмата за развитие.

## Международни правни инструменти
Ограниченията и изключенията също са предмет на регулиране от глобалните договори. Тези договори са хармонизирали изключителните права, които трябва да бъдат осигурени от законите за авторското право, а тестът от Берн действа в три стъпки, за да ограничи видовете изключения и ограничения за авторското право, които отделните държави могат да прилагат. От друга страна, в международните договори за авторско право, поставени пред националните правителства, има много малко изисквания за създаване на изключения от изключителните права. Такъв случай е член 10, параграф 1 от Бернската конвенция, който гарантира ограничено право на цитиране на произведения, защитени с авторски права. Поради липсата на баланс в международните договори през октомври 2004 г., СОИС се съгласи да приеме важно предложение на Аржентина и Бразилия – „Предложението за установяване на Програма за развитие на СОИС“, известно още просто като „Програма за развитие“ – в Декларацията от Женева за бъдещето на Световната организация за интелектуална собственост . Това предложение подкрепено от развиващите се страни. Редица органи на гражданското обчудеснощество работят по проект за договор за Достъп до Знание.

## Национални закони
Два важни примера за ограничения и изключения от авторските права са доктрината за честна употреба (fair use), създадена в Съединените щати, и доктрината за свободното право на употреба (fair dealing), открита в много други държави с прецедентно право. В сържавите от континенталната правна система, и в частност – в Европейския съюз, ограниченията и изключенията от авторското право са строго определени в закона хипотези, и използване извън тези хипотези представлява нарушение на авторските и сродни права върху съответния обект. Други по-фундаментални граници на авторското право са се появили благодарение на концепцията за праговете на оригиналност – прагът, под който обектите престават да бъдат защитени от авторските права, дихотомията идея – изразяване, общественото достояние и ефекта на Crown copyright. Най-големите привърженици на авторските права могат да ги интерпретират като определящи авторските права, вместо да бъдат "ограничения“ или "изключения“. Освен това авторските права могат само да защитят изразяването на творбата на създателя, а не идеите, системите или фактическата информация, предадени в нея . По същия начин американските съдилища са установили, че герои, които са типологизирани, могат да бъдат защитавани от авторските права  .
Въпреки че честната употреба(fair use) в Съединените щати се разбира като единственото ограничение на изключителните права на автора, това е само едно от няколко важни ограничения. Раздел 106 от американския закон за авторското право, който определя изключителните права върху произведения, защитени с авторски права, е предмет на членове 107 до 122, които ограничават изключителните права на притежателя на авторските права.
В САЩ в ярък контраст с онези закони за авторското право, които са се развили от английското законодателство, правителствените едикти не подлежат на авторско право, включително указанията на чужди правителства.